# Encholirium
Encholirium Mart. ex Schult.f. ( do grego "enchos" = lança e "leiron" = lírio ) é um género botânico pertencente à família Bromeliaceae, subfamília Pitcairnioideae. Pelo seu aspecto geralmente é confundido com o gênero Dyckia.
Algumas espécies são pouco numerosas e estão em estado de conservação. As plantas deste gênero são  são polinizadas por morcegos.
Este gênero é nativo do Brasil, onde se desenvolve em terrenos áridos e rochosos.

## Espécies
O gênero apresenta aproximadamente 30 espécies. As principais são:
- Encholirium biflorum (Mez) Forzza
- Encholirium horridum L.B.Smith
- Encholirium hoehneanum L.B.Smith
- Encholirium magalhaesii L.B.Smith
- Encholirium pedicellatum (Mez) Rauh
- Encholirium reflexum Forzza & Wanderley
- Encholirium spectabile Martius ex Schultes f.
- Encholirium subsecundum (Baker) Mez
- «PPP-Index Lista completa»